# Florian Illmayer
Florian Illmayer (* 2. Oktober 1993 in Leoben) ist ein ehemaliger österreichischer Handballspieler.
Illmayer begann in seiner Jugend bei Union Leoben Handball zu spielen. Mit den Steirern wurde er 2010/11 sowohl unter 17 Vize-Staatsmeister als auch Staatsmeister im unter 19 Bewerb. Seit einigen Jahren läuft er in der ersten Mannschaft auf welche an der Handball Liga Austria teilnimmt. 2016 beendete Illmayer seine Karriere.

## HLA-Bilanz
| Saison    | Verein       | Spielklasse | Tore | 7-Meter   | Feldtore |
| --------- | ------------ | ----------- | ---- | --------- | -------- |
| 2008/09   | Union Leoben | HLA         | 0    | 0/0       | 0        |
| 2009/10   | Union Leoben | HLA         | 0    | 0/0       | 0        |
| 2010/11   | Union Leoben | HLA         | 7    | 0/0       | 7        |
| 2011/12   | Union Leoben | HLA         | 4    | 0/1       | 4        |
| 2012/13   | Union Leoben | HLA         | 2    | 0/0       | 2        |
| 2013/14   | Union Leoben | HLA         | 23   | 0/0       | 23       |
| 2014/15   | Union Leoben | HLA         | 59   | 0/0       | 59       |
| 2015/16   | Union Leoben | HLA         | 79   | 0/0       | 79       |
| 2008–2016 | gesamt       | HLA         | 174  | 0/1 (0 %) | 174      |